# Mistrovství Evropy ve fotbale žen 2001
Mistrovství Evropy ve fotbale žen 2001 bylo osmým ročníkem tohoto turnaje. Vítězem se stala německá ženská fotbalová reprezentace, která tak získala třetí titul v řadě.

## Kvalifikace
Hlavní článek: Kvalifikace na Mistrovství Evropy ve fotbale žen 2001
V kvalifikaci byly týmy rozděleny do dvou výkonnostních skupin, mezi kterými se postupovalo a sestupovalo. Nejvyšší skupiny (ze které jediné se dalo postoupit na závěrečný turnaj) se zúčastnilo 16 týmů rozlosovaných do čtyř skupin po čtyřech týmech. Ve skupinách se utkal každý s každým dvoukolově (doma a venku). Vítězové jednotlivých skupin postoupili přímo na závěrečný turnaj. Týmy ze druhých a třetích míst se utkaly v baráži hrané systémem doma a venku o zbylé čtyři místenky na závěrečný turnaj.

## Základní skupiny

### Skupina A
| Tým     | B | Z | V | R | P | VG | IG | +/- |
| ------- | - | - | - | - | - | -- | -- | --- |
| Německo | 9 | 3 | 3 | 0 | 0 | 11 | 1  | +10 |
| Švédsko | 6 | 3 | 2 | 0 | 1 | 6  | 3  | +3  |
| Rusko   | 1 | 3 | 0 | 1 | 2 | 1  | 7  | −6  |
| Anglie  | 1 | 3 | 0 | 1 | 2 | 1  | 8  | −7  |

| 23. června 2001 |     |         |                                                                        |
| Německo         | 3:1 | Švédsko | Steigerwaldstadion, Erfurt diváci: 10 252 rozhodčí: Elovirta (Finland) |
|                 |     |         | Steigerwaldstadion, Erfurt diváci: 10 252 rozhodčí: Elovirta (Finland) |

| 24. června 2001 |     |        |                                                                      |
| Rusko           | 1:1 | Anglie | Ernst-Abbe-Sportfeld, Jena diváci: 1 253 rozhodčí: Tacoronte (Spain) |
|                 |     |        | Ernst-Abbe-Sportfeld, Jena diváci: 1 253 rozhodčí: Tacoronte (Spain) |

| 27. června 2001 |     |       |                                                                      |
| Německo         | 5:0 | Rusko | Steigerwaldstadion, Erfurt diváci: 6 249 rozhodčí: Skogvang (Norway) |
|                 |     |       | Steigerwaldstadion, Erfurt diváci: 6 249 rozhodčí: Skogvang (Norway) |

| 27. června 2001 |     |        |                                                                     |
| Švédsko         | 4:0 | Anglie | Ernst-Abbe-Sportfeld, Jena diváci: 1 000 rozhodčí: Brohet (Belgium) |
|                 |     |        | Ernst-Abbe-Sportfeld, Jena diváci: 1 000 rozhodčí: Brohet (Belgium) |

| 30. června 2001 |     |         |                                                                       |
| Anglie          | 0:3 | Německo | Ernst-Abbe-Sportfeld, Jena diváci: 11 312 rozhodčí: Skogvang (Norway) |
|                 |     |         | Ernst-Abbe-Sportfeld, Jena diváci: 11 312 rozhodčí: Skogvang (Norway) |

| 30. června 2001 |     |       |                                                                    |
| Švédsko         | 1:0 | Rusko | Steigerwaldstadion, Erfurt diváci: 820 rozhodčí: Tacoronte (Spain) |
|                 |     |       | Steigerwaldstadion, Erfurt diváci: 820 rozhodčí: Tacoronte (Spain) |

### Skupina B
| Tým     | B | Z | V | R | P | VG | IG | +/- |
| ------- | - | - | - | - | - | -- | -- | --- |
| Dánsko  | 6 | 3 | 2 | 0 | 1 | 6  | 5  | +1  |
| Norsko  | 4 | 3 | 1 | 1 | 1 | 4  | 2  | +2  |
| Itálie  | 4 | 3 | 1 | 1 | 1 | 3  | 4  | −1  |
| Francie | 3 | 3 | 1 | 0 | 2 | 5  | 7  | −2  |

| 25. června 2001 |     |        |                                                                   |
| Itálie          | 2:1 | Dánsko | Waldstadion, Aalen diváci: 3 193 rozhodčí: Petignat (Switzerland) |
|                 |     |        | Waldstadion, Aalen diváci: 3 193 rozhodčí: Petignat (Switzerland) |

| 25. června 2001 |     |         |                                                          |
| Norsko          | 3:0 | Francie | Donaustadion, Ulm diváci: 3 100 rozhodčí: Toms (England) |
|                 |     |         | Donaustadion, Ulm diváci: 3 100 rozhodčí: Toms (England) |

| 28. června 2001 |     |        |                                                                               |
| Francie         | 3:4 | Dánsko | Stadion an der Kreuzeiche, Reutlingen diváci: 5 400 rozhodčí: Ödlund (Sweden) |
|                 |     |        | Stadion an der Kreuzeiche, Reutlingen diváci: 5 400 rozhodčí: Ödlund (Sweden) |

| 28. června 2001 |     |        |                                                                                    |
| Norsko          | 1:1 | Itálie | Stadion an der Kreuzeiche, Reutlingen diváci: 6 500 rozhodčí: Fielenbach (Germany) |
|                 |     |        | Stadion an der Kreuzeiche, Reutlingen diváci: 6 500 rozhodčí: Fielenbach (Germany) |

| 1. července 2001 |     |        |                                                             |
| Dánsko           | 1:0 | Norsko | Waldstadion, Aalen diváci: 3 000 rozhodčí: Brohet (Belgium) |
|                  |     |        | Waldstadion, Aalen diváci: 3 000 rozhodčí: Brohet (Belgium) |

| 1. července 2001 |     |        |                                                                |
| Francie          | 2:0 | Itálie | Donaustadion, Ulm diváci: 3 100 rozhodčí: Fielenbach (Germany) |
|                  |     |        | Donaustadion, Ulm diváci: 3 100 rozhodčí: Fielenbach (Germany) |

## Play off

### Semifinále
| 4. července 2001 |     |         |                                                              |
| Dánsko           | 0:1 | Švédsko | Donaustadion, Ulm diváci: 6 000 rozhodčí: Elovirta (Finland) |
|                  |     |         | Donaustadion, Ulm diváci: 6 000 rozhodčí: Elovirta (Finland) |

| 4. července 2001 |     |        |                                                           |
| Německo          | 1:0 | Norsko | Donaustadion, Ulm diváci: 13 524 rozhodčí: Toms (England) |
|                  |     |        | Donaustadion, Ulm diváci: 13 524 rozhodčí: Toms (England) |

### Finále
| 7. července 2001 |                 |         |                                                                   |
| Německo          | 1:0 (zlatý gól) | Švédsko | Donaustadion, Ulm diváci: 18 000 rozhodčí: Petignat (Switzerland) |
| Müllerová 98'    |                 |         | Donaustadion, Ulm diváci: 18 000 rozhodčí: Petignat (Switzerland) |